# Mexikanischer Riesenysop
Der Mexikanische Riesenysop (Agastache mexicana) ist eine Pflanzenart aus der Gattung Duftnesseln innerhalb der Familie der Lippenblütler (Lamiaceae). Sie stammt aus Zentralmexiko.

## Beschreibung

### Vegetative Merkmale
Mexikanischer Riesenysop ist eine ausdauernde, krautige Pflanze, die Wuchshöhen von 50 bis 70 Zentimetern erreicht.
Die kreuzgegenständig angeordneten Laubblätter sind oft in Blattstiel und -spreite gegliedert. Der Blattstiel ist kürzer als 1 cm, zumindest bei Blättern in der Mitte des Stängels. Die einfache Blattspreite ist lanzettlich bis eiförmig-lanzettlich. Der Blattrand ist gesägt oder gekerbt.

### Generative Merkmale
Im Blütenstand sind die Scheinquirle mit deutlichen Abständen angeordnet und enthalten jeweils etwa zwölf Blüten. Die zwittrig Blüte ist zygomorph und fünfzählig mit doppelter Blütenhülle. Die Kelchblätter sind zu einer 6,5 bis 11,5 Millimeter langen Röhre verwachsen, die in 2,5 bis 4 Millimeter langen Zähnen endet. Die Kronblätter sind röhrenförmig verwachsen und 19 bis 27 Millimeter lang. Die Staubfäden der vier Staubblätter verlaufen parallel.
Die Chromosomenzahl beträgt 2n = 18.

## Vorkommen
Der Mexikanische Riesenysop kommt in Mexiko in Höhenlagen von 2600 bis 3200 Metern vor. Die Standorte befinden sich in Nadelwäldern und Eichenwäldern.

## Systematik
Die Erstbeschreibung erfolgte 1818 unter dem Namen (Basionym) Dracocephalum mexicanum durch Karl Sigismund Kunth in Friedrich Wilhelm Heinrich Alexander von Humboldt, Aimé Jacques Alexandre Bonpland, Karl Sigismund Kunth in Nova Genera et Species Plantarum (quarto ed.), 2, Tafel 160. Die Neukombination zu Agastache mexicana (Kunth) Lint & Epling wurde 1945 durch Harold LeRoy Lint und Carl Clawson Epling in American Midland Naturalist, Volume 33, S. 227 veröffentlicht. Ein Synonym für Agastache mexicana (Kunth) Lint & Epling ist Cedronella mexicana (Kunth) Benth.
Je nach Autor gibt es etwa zwei Unterarten:
- Agastache mexicana (Kunth) Lint & Epling subsp. mexicana
- Agastache mexicana subsp. xolocotziana Bye, Linares & T.Ram.: Sie kommt nur im zentralen Mexiko vor.[4]

## Verwendung
In Mexiko wird der Mexikanische Riesenysop  als Heilpflanze genutzt. Aus den USA wird von einer Verwendung als Bienenweide berichtet.
Als Zierpflanze wird der Mexikanische Riesenysop auch als einjährige Pflanze kultiviert. Der Mexikanische Riesenysop  ist nur bedingt winterhart, sie benötigt einen sonnigen Standort und durchlässigen Boden.